# Il sole è cieco
Il sole è cieco  è un romanzo di Curzio Malaparte del 1947.

## Il romanzo
Malaparte racconta la sua esperienza autobiografica della battaglia delle Alpi nel giugno del 1940; inizialmente fu edito a puntate sulla rivista Tempo. Lo scritto rappresenta il tentativo dello scrittore di descrivere l'esperienza esistenziale della guerra. In esso, tra gli altri, è narrata la figura leggendaria di Fausto Lavizzari, colonnello degli Alpini che poi morirà sul fronte russo.

## Comete di ghiaccio
I contenuti del romanzo sono studiati nel saggio Comete di ghiaccio di Luigi Martellini (Edizioni Scientifiche Italiane, 2003), il cui titolo è desunto, nella narrazione di Malaparte, dalle "folate di proiettili" delle batterie francesi, che sollevavano "alte comete di ghiaccio dalla coda di fuoco".

## Edizioni
- Il sole è cieco, Firenze, Vallecchi Editore, 1947,  p. 184.
- Il sole è cieco, Milano-Roma, Aria d'Italia, 1957,  p. 175.